# Berg-Hauswurz
Die Berg-Hauswurz (Sempervivum montanum) ist eine Pflanzenart aus der Gattung der Hauswurzen (Sempervivum) innerhalb der Familie der Dickblattgewächse (Crassulaceae).

## Beschreibung

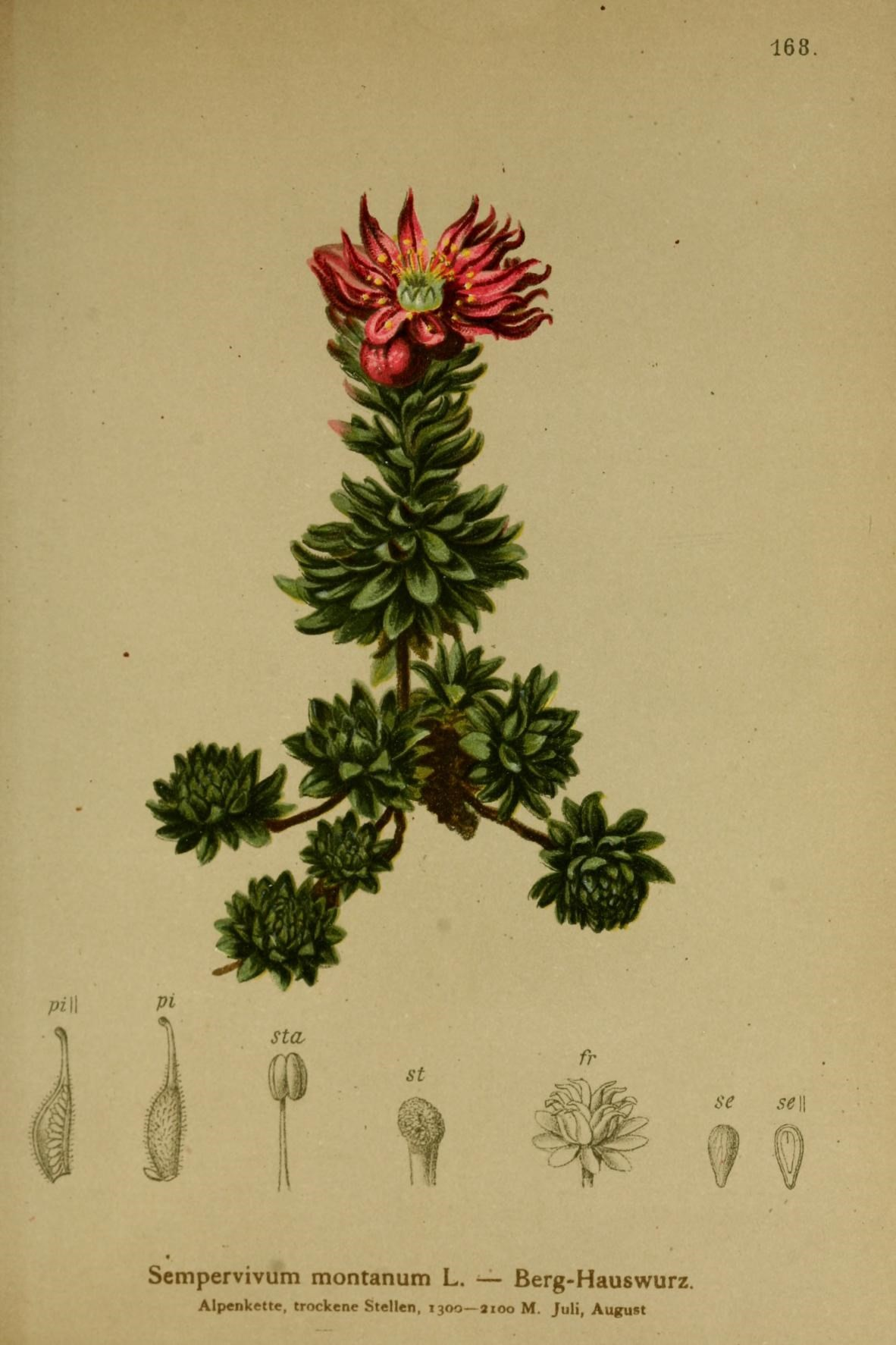
Illustration aus Atlas der Alpenflora

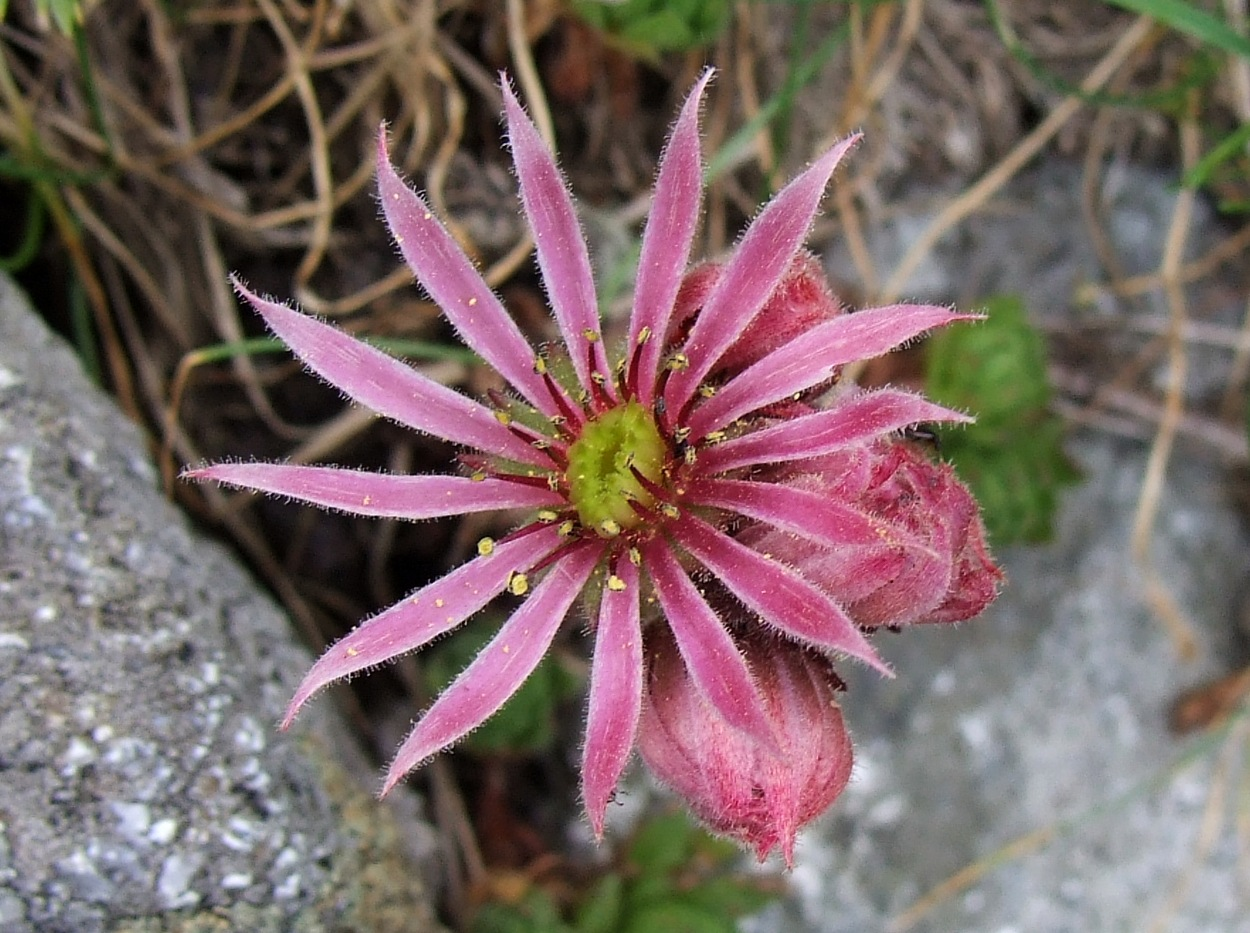
Blüte

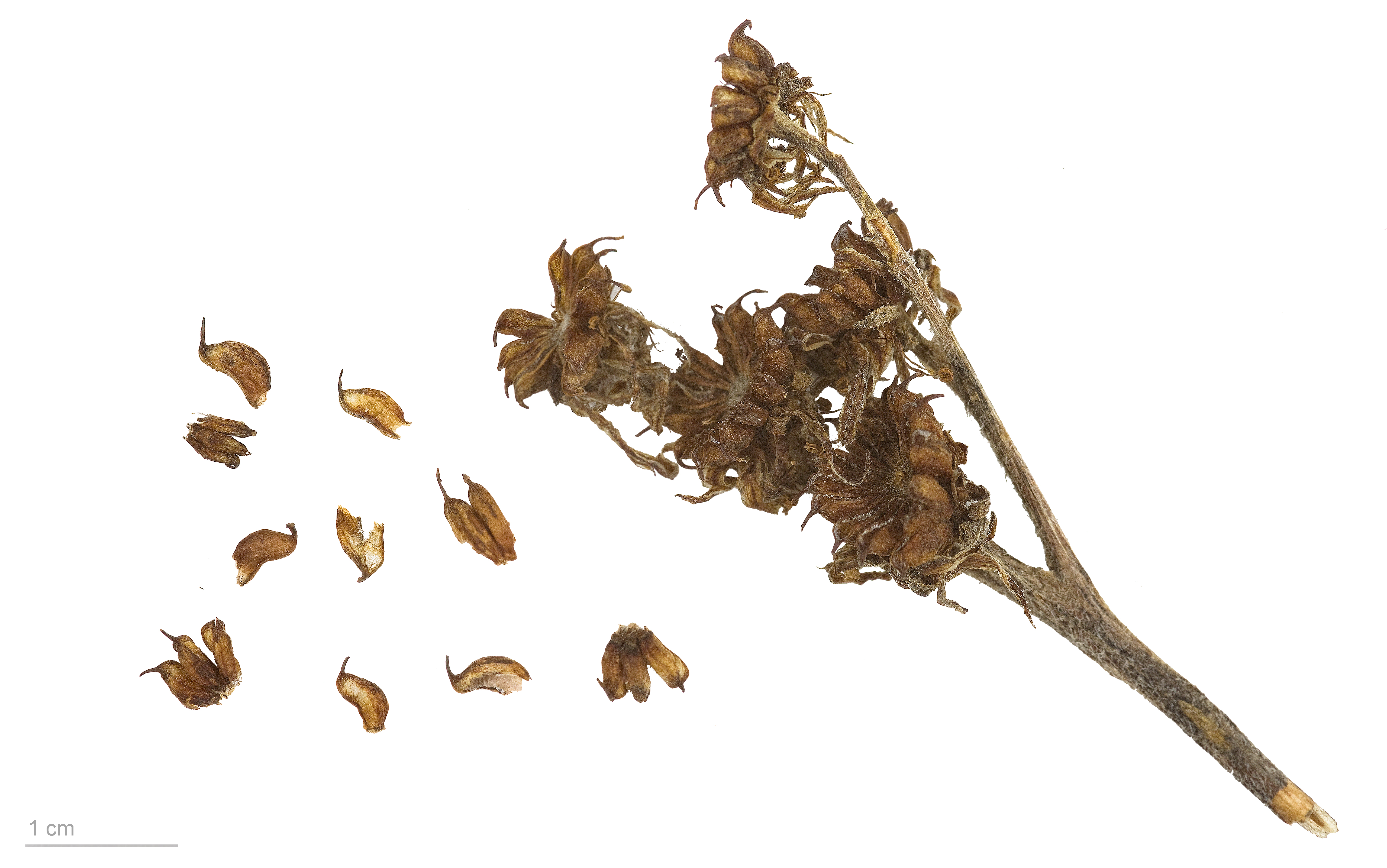
Früchte

### Vegetative Merkmale
Die Berg-Hauswurz ist eine immergrüne, ausdauernde, sukkulente Pflanze, die bis zu 10 Zentimeter lange Ausläufer bildet und Wuchshöhen von 2 bis 20, in Ausnahmefällen bei der Unterart Sempervivum montanum subsp. burnatii bis 50 Zentimeter erreicht. Die Rosetten der Pflanze sondern einen Harzgeruch ab. Die Rosetten sind geschlossen oder mehr oder weniger sternförmig ausgebreitet und 15 bis 45 Millimeter breit. Sie riechen stark harzig. Die Rosettenblätter sind auf beiden Seiten dicht mit kurzen Drüsenhaaren bedeckt. Sie sind breit eilanzettlich bis lineal-lanzettlich, ungefähr 10, selten bis 40 Millimeter lang und oft 3 Millimeter breit. Bei der Unterart Sempervivum montanum subsp. burnatii aber sind sie 7 Millimeter breit und wesentlich länger.

### Generative Merkmale
Die Blütezeit reicht von Juli bis September. Der Blütenstand ist zwei bis achtblütig (manchmal bis 13-blütig). Die zwittrigen Blüten sind radiärsymmetrisch mit doppelter Blütenhülle. Die Kronblätter sind 10 bis 20 Millimeter lang, ihre Oberseite ist weinrot bis rotviolett, meist mit einem dunklen Mittelstreifen, selten gibt es gelblichweiß blühende Formen. Die Kelchblätter sind lanzettlich, spitz, drüsig-zottig, ganz rot oder nur an der Spitze rot.
Die Staubblätter sind purpurn oder violett, an der Basis drüsenhaarig und kürzer als die halbe Blütenkrone. Der Fruchtknoten ist drüsenhaarig.

## Vorkommen

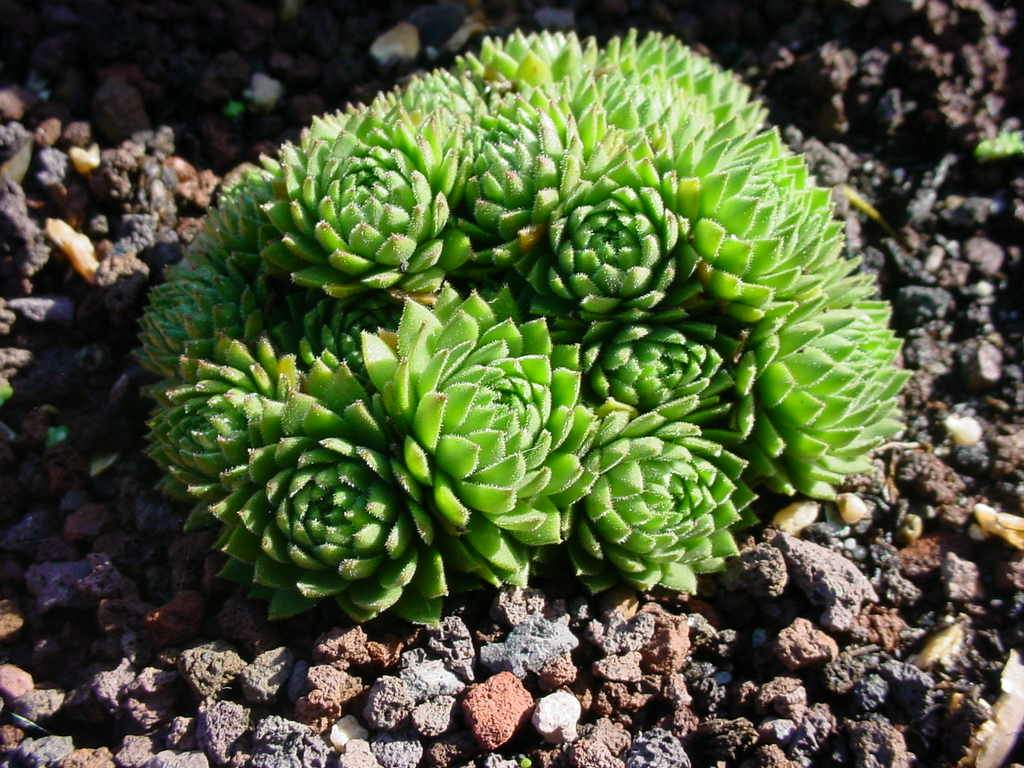
Rosetten-Polster von Sempervivum montanum subsp. montanum, in Kultur

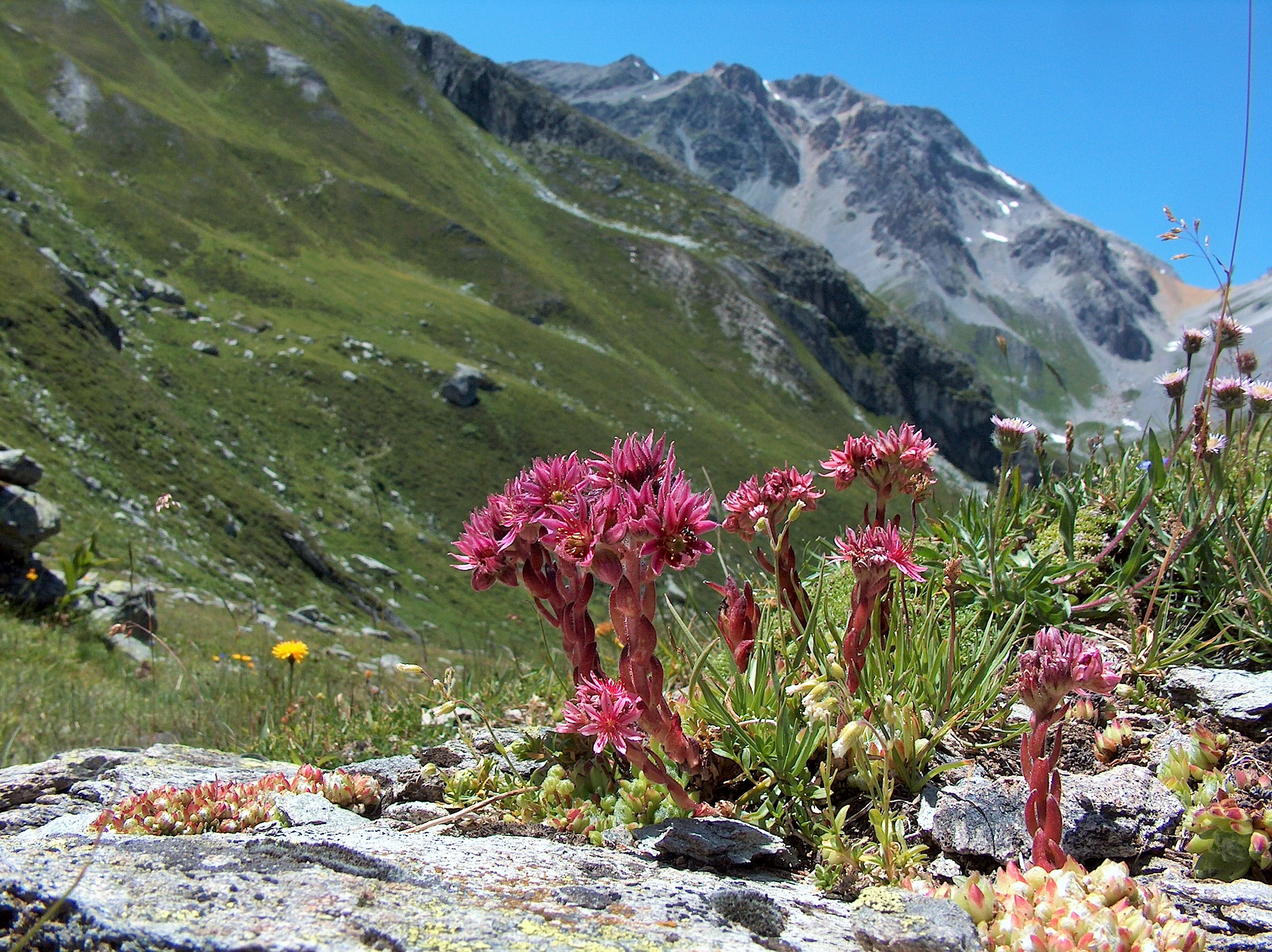
Berg-Hauswurz (Sempervivum montanum) im Nationalpark Vanoise (Frankreich)

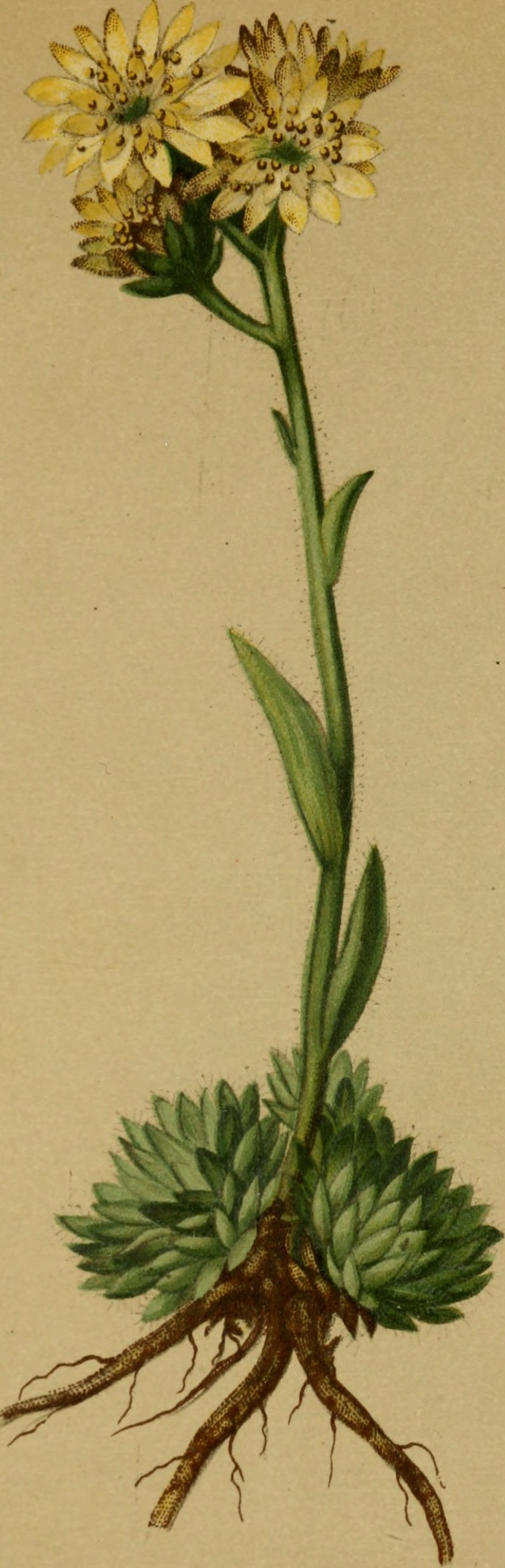
Illustration Sempervivum montanum subsp. stiriacum aus Atlas der Alpenflora

Die Berg-Hauswurz kommt in den Alpen, auf Korsika, im Apennin und in den Karpaten auf Felsen und Felsschutt, in Zwergstrauchheiden und auf kurzgrasigen Weiden in Höhenlagen von 300 bis 3400 Metern auf Böden mit saurer Reaktion vor. Sie ist eine Charakterart des Verbands Sedo-Scleranthion, kommt aber auch in lückigen Gesellschaften der Verbände Nardion oder Caricion curvulae vor. Die höchsten Vorkommen in den Alpen finden sich bei 3400 Metern Meereshöhe.
Die ökologischen Zeigerwerte nach Landolt & al. 2010 sind in der Schweiz: Feuchtezahl F = 2 (mäßig trocken), Lichtzahl L = 5 (sehr hell), Reaktionszahl R = 2 (sauer), Temperaturzahl T = 1+ (unter-alpin, supra-subalpin und ober-subalpin), Nährstoffzahl N = 2 (nährstoffarm), Kontinentalitätszahl K = 3 (subozeanisch bis subkontinental).

## Systematik
Die Erstveröffentlichung von Sempervivum montanum erfolgte 1753 durch Carl von Linné in Species Plantarum Tomus I, S. 465.
Von Sempervivum montanum es gibt vier Unterarten:
- Sempervivum montanum subsp. burnatii Wettst. ex Hayek kommt von den Grajischen bis zu den Cottischen Alpen, in den Meeralpen und auf Korsika vor. Es hat wesentlich größere Rosetten, die im Extremfall einen Durchmesser bis 11 cm erreichen können.[5] Seine Chromosomenzahl beträgt 2n = 42. Die Bezeichnung der Unterart ehrt den Schweizer Ingenieur und Botaniker Émile Burnat (1828–1920)[6].

- Sempervivum montanum subsp. heterophyllum (Hazsl.) Jáv. ex Soó (Syn.: Sempervivum montanum subsp. carpathicum (Wettst. ex Prodan) A. Berger[7]) ist in den Karpaten verbreitet. Seine Chromosomenzahl beträgt 2n = 42.

- Sempervivum montanum L. subsp. montanum ist diploid mit der Chromosomenzahl 2n = 42 und hat das größte Verbreitungsgebiet: Diese Unterart kommt von den Seealpen im Südwesten bis zum Großglockner in den Hohen Tauern vor. In den Allgäuer Alpen steigt die Unterart auf Höhenlagen von 1750 Meter (Karalpe am Strahlkopf in Tirol) bis zu 2380 Meter.[8] In Deutschland kommt sie eingebürgert vor bei Bad Berneck in Fichtelgebirge.[9]

- Sempervivum montanum subsp. stiriacum (Wettst. ex Hayek) Wettst. löst die subsp. montanum ab dem Großglockner in den Hohen Tauern ab und ist bis zum Steirischen Randgebirge im Osten zu finden. Diese Unterart ist tetraploid mit der Chromosomenzahl 2n = 84. Ihre Rosetten haben einen Durchmesser von 2 bis 5 Zentimeter und sind im Regelfall offen, rosettenblättrig nach innen gebogen, fein, weich und drüsig behaart. Die Stolonen sind kurz und schlank. Die Blüten sind rötlich karmin.

## Hybriden
Die Bärtige Hauswurz (Sempervivum x barbulatum Schott) ist die Hybride der Spinnweben-Hauswurz (Sempervivum arachnoideum) mit der Berg-Hauswurz (Sempervivum montanum). Sie kommt in Deutschland im Allgäu am Hochvogel vor und im Südschwarzwald bei Staufen im Breisgau.

## Nutzung
Die Berg-Hauswurz wird zerstreut als Zierpflanze in Steingärten, auf Trockenmauern und in Troggärten genutzt, ist aber dort schwieriger zu kultivieren als etwa die Spinnweb-Hauswurz oder die Dach-Hauswurz. Ein Kultivar namens Sempervivum 'Cmiral's Yellow' ist im Frühjahr besonders gelb gefärbt und wurde von Otokar Cmiral aus einer gelblichen Fundortform von Sempervivum montanum subsp. carpathicum herausgezüchtet. Dieser Kultivar benötigt ebenfalls mehr gärtnerische Zuwendung als allgemein für Sempervivum üblich.